# Parfum (roman)
Parfum: Zgodba o morilcu je fantazijski roman (v izvirniku je izšel v Nemčiji kot Das Parfum) nemškega avtorja Patricka Süskinda iz leta 1985. Roman raziskuje čut vonja in njegov odnos s čustvenim pomenom, ki ga lahko nosijo vonji. Poleg tega je to zgodba o identiteti, komunikaciji in smrtnosti človeškega duha. 

## Uvod v roman
Roman je postavljen v Francijo 18. stoletja. Parfum je zgodba o Jean-Baptistu Grenouillu.
Rodil se je s pomanjkanjem osebnega vonja (lastnost, ki je ostale ljudi spravljala v nelagodje), vendar pa je imel neprimerljiv občutek za vonj in se je zaposlil kot vajenec pri parfumerju ter postal obseden z ustvarjanjem popolnega vonja, ki ga bo naredil polnega človeka. V tem postopku iskanja ustvari parfum, ki naj bi temeljil na feromonih, ki močno manipulirajo s človeškimi čustvi. Da bi ustvaril svoj popoln parfum, je umoril 25 deklet.

## Zgodba
Roman je razdeljen na štiri dele.
Prvi del:
Že ko se je rodil, je Jean-Baptiste pokazal svojo bojevitost in željo po življenju, saj je bil rojen pod ribjo stojnico in mati bi ga pustila umreti, če ne bi ob rojstvu glasno zajokal in tako opozoril nase. Že kot dojenček je vzbujal strah pri ljudeh, saj jim je s svojim ovohavanjem nakazal, kakšni so v resnici, ker pa sam ni imel vonja, ga niso zaznavali ali pa so se ga ravno zato bali.
Kot otrok je ugotovil, da ima poseben dar – svoj voh, s katerim je lahko na daljavo prepoznal ljudi, predmete in različne mešanice vonjev, ki pa jih je znal razčleniti na najmanjše enote. V svojem spominu je tako ohranjal na tisoče različnih vonjev, čeprav jih najprej sploh ni znal poimenovati. 
Tako je med drugim spoznal, da lahko iz vonja človeka prepoznaš celo počutje te osebe, kot so na primer prestrašenost, jeza, veselja in lepota. Nekega dne je v množici ljudi med praznovanjem kraljevega kronanja zaznal vonj in mu kot obseden sledil po ulicah Pariza. Ta vonj po nedolžnosti je pripadal dekletu s košaro ringlojev. Hotel se je naužiti tega nebeškega vonja, esence blaženosti. A v strahu, da bi ga dekle izdalo, jo je skušal utišati in jo tako nenamerno umoril. Ko se je njen vonj izgubil s toplino njenega telesa, se je zavedel, da je smisel njegovega bivanja to, da skuša ohraniti bistvo takšne neverjetne lepote in zajeti jedro vseh stvari. Postal bo zbiratelj lepote.
Po naključju je postal vajenec znanega parfumerja Baldinija in tako so se mu ponovno odprla vrata priložnosti, da uresniči svoje sanje. Ko je spoznal temeljne načine pridobivanja vonjev iz različnih stvari, je hotel več. Manjkal mu je ključen postopek za zbiranje vonja, zato se je napotil v mesto Grasse, kjer so takšen postopek uporabljali.
Drugi del:
Jean-Baptiste potuje po Franciji. V tem času ga vonj po ljudeh tako vznemirja in se mu tako gnusi, da se povzpne na goro, na kateri v votlini in samoti preživi sedem let v domišljijskem svetu, kjer je kralj vseh vonjav. Nekega dne pa spozna, da je sam brez vonja. Počuti se, da sploh ne obstaja, to ga obremenjuje in svoje življenje nameni iskanju in stvaritvi popolne dišave, parfuma, ki bi ga naredil človeškega.
Tretji del:
Jean-Baptiste prispe v kraj Grasse in se zaposli pri tamkajšnji izdelovalki parfumov. V uresničevanju svoje ideje skrivaj izdeluje parfume – domnevno take, ki temeljijo na feromonih – ki močno manipulirajo s človeškimi čustvi. Za pripravo parfumov umori 25 deklet, od katerih pridobi njihov lastni vonj. Obsodijo ga na smrt, vendar v trenutku izvedbe kazni uporabi svoj parfum in celotna množica ljudi pade v trans; tako Jean-Baptiste lahko odide brez kazni. Posvoji ga sicer oče zadnje žrtve, ker v njem zaradi parfuma vidi svojega sina, vendar se Grenouille vrne v Pariz.
Četrti del:
Ker na svetu nima več poslanstva, se povsod duši in hoče le umreti. S parfumom bi sicer lahko zavladal svetu, vendar tega ne želi, ker sam sebe ne bi mogel nikoli vohati. V Parizu se pomeša med skupino klatežev, vsebino stekleničke polije po sebi. Ti ljudje padejo v trans, popade jih neizmerna sla, da bi ga imeli, napadejo ga, ga raztrgajo na koščke in naslednje jutro se nihče ne spominja ne tega dejanja ne Jeana-Baptista Grenouilla.